# Henry A. Pochmann
Henry August Pochmann (* 5. Januar 1901 in Round Top, Texas; † 13. Januar 1973 in Nacogdoches, Texas) war ein amerikanischer Literaturwissenschaftler, der besonders mit Arbeiten zum  deutsch-amerikanischen Kulturaustausch hervorgetreten ist.

## Leben
Pochmann stammte aus einer Familie deutscher Einwanderer und wuchs zweisprachig auf. Er wuchs in Texas auf und studierte zunächst am Southwest Texas State Teachers College (B.A. 1923), dann Englisch an der University of Texas at Austin (M.A. 1924). 1928 promovierte er an der University of North Carolina at Chapel Hill mit einer Arbeit über den Einfluss der deutschen Romantik auf die Kurzgeschichten Washington Irvings, Nathaniel Hawthornes und Edgar Allan Poes zum Ph.D.
Ab 1928 lehrte an der Louisiana State University, dann zwischenzeitlich an der Stephen F. Austin State University in Nacogdoches; von 1936 bis 1938 war er Dekan des Graduiertenkollegs des Mississippi State College. 1938 wurde er Professor für Englische Literatur an der University of Wisconsin–Madison. 1971 wurde er emeritiert. 

## Werke
- New England Transcendentalism and St. Louis Hegelianism: Phases in the History of American Idealism. Carl Schurz Memorial Foundation, Philadelphia 1948.
- (Hrsg. mit Gay Wilson Allen): Introduction to Masters of American Literature. Macmillan, New York 1949.
- (mit Arthur R. Schultz): Bibliography of German Culture in America to 1940. University of Wisconsin Press, Madison 1953.
- German Culture in America: Philosophical and Literary Influences, 1600-1900. University of Wisconsin Press, Madison 1957.